# منتخب إريتريا تحت 20 سنة لكرة القدم
منتخب إريتريا تحت 20 سنة لكرة القدم (بالإنجليزية: Eritrea national under-20 football team) هو ممثل إريتريا الرسمي في المنافسات الدولية في كرة القدم في فئة كرة قدم تحت 20 سنة للرجال، يديريه اتحاد إريتريا لكرة القدم.